# 요! 스시
요! 스시(영어: YO! Sushi)는 초밥을 주력 상품으로 하는 영국의 패스트 푸드 체인이다. 1997년 사이먼 우드로프가 설립하였다.